# De bananenzangers
De bananenzangers is een stripverhaal uit de reeks van Suske en Wiske, dat uit werd gegeven op 3 september 2011.

## Personages
In dit verhaal spelen de volgende personages mee:
- Suske, Wiske met Schanulleke, tante Sidonia, Lambik, Jerom, Papal Ambik, Arthur, Bobbelbelly, Dobbelbobbel, dokter Prik en Pikuur, Gringo, Polle, Putifar, Wadisda Nawer, Lowie, de Jokono's en Mamy Jokono[1]

## Locaties
Dit verhaal speelt zich af op de volgende locaties:
- Afrika, boomhut van Papal Ambik, café Het Geheim, Gringo's Resto, beestenmarkt, huis van Polle, de Patati-Patata rivier, Lowieland, België, huis en tuin van tante Sidonia, Vladimir en Boris en andere muggen, kikkers, Miet en Griet.

## Uitvindingen
In dit verhaal spelen de volgende uitvindingen van Professor Barabas mee:
- gyronef

## Het verhaal
Koning Bobbelbelly heeft hikhokhakiwoekipoekikoekie-boem en dokter Prik en Pikuur kunnen hem niet helpen. Hij besluit hulp te zoeken bij Papal Ambik, alhoewel zijn artsen hem een kwakzalver vinden. Papal Ambik zoekt de laptop van een oude tovenaar. Daarop lezen ze dat alleen de Hikhokboegiewoegie de hikhokhakiwoekipokikoekie-boem kan verhelpen. Vier stemmen zingen perfect samen, zodat een magisch akkoord ontstaat. Papal Ambik biedt aan zijn oude zangkwartet (een persiflage op The Beatles) bijeen te roepen om Bobbelbelly te helpen. Papal Ambik vraagt Arthur om blauwe bananen te zoeken, die het kwartet in het verleden het magisch zangtalent schonken.
Arthur vliegt naar de plek waar de boom stond, maar ontdekt dat er veel veranderd is. De huidige eigenaar van het stuk land wil landbouw bedrijven en blijkt de boom omgehakt te hebben. Hij vertelt dat er nog zo'n boom midden in de jungle groeit, maar deze wordt zwaar bewaakt. Arthur besluit om Lambik om hulp te vragen en vliegt naar het noorden. Professor Barabas is met de gyronef naar een conferentie over de voor- en nadelen van knaloranje voertuigen en daarom nemen de vrienden een lijnvlucht. Papal Ambik zoekt zijn oude vrienden en komt bij Gringo, die wel geïnteresseerd is in een comeback.
De vrienden arriveren in Afrika. Op een beestenmarkt ontdekken ze Putifar. Ze kopen Putifar en een vliegtuigje en gaan op weg naar de blauwe bananenboom. Het vliegtuig stort neer, maar Jerom kan een ramp voorkomen. Gringo en Papal Ambik komen bij Polle en het drietal reist verder om ook Lowie te vragen. Lambik klimt in een rubberboom, maar blijft plakken. Als Jerom hem eruit wil halen, schiet Lambik als uit een katapult naar de overkant van de Patati Patata rivier. Arthur vliegt Lambik achterna en Jerom maakt een rubberboot waarmee de vrienden de rivier oversteken. 
Papal Ambik, Gringo en Polle komen in Lowieland en Lowie wil ook koning Bobbelbelly helpen. Lowie en Polle kunnen elkaar niet uitstaan, maar het viertal gaat toch samen naar de boomhut van Papal Ambik. Dokter Prik en Pikuur halen het gezelschap, omdat de toestand van Bobbelbelly verslechtert. Arthur vindt Lambik en verslaat een slang met een fles cola light en pepermunt. Jerom probeert een mug te raken, maar slaat zichzelf bewusteloos. Kikkers helpen de vrienden de muggen te verslaan en het gezelschap zoekt verder naar de blauwe bananenboom. Deze blijkt bewaakt te worden door de Jokono's en Mamy Jokono heeft een oorverdovend zangtalent. Suske verkleedt zich als Jokono en kan in de boom klimmen, maar als hij terugkomt bij zijn vrienden is er slechts één banaan over. 
De vrienden willen deze banaan in de kokosnotenpap van Mamy Jokono mengen, zodat ze niet dodelijk zingen zal. Met het radiografisch bestuurbare vliegtuigje en de radio in Putifar wordt de banaan in de pap gegooid. Mamy Jokono kan nu zuiver zingen en hier kunnen de Jokono's niet tegen. De vrienden halen bananen en brengen dit zo snel mogelijk naar de boomhut van Papal Ambik. Lowie en Polle blijken nog altijd ruzie te hebben om een vrouw, die ooit een ontmoeting vroeg met de zangers en Dobbel Bobbel laat alvast een treurtamtam uitvoeren. Arthur komt met de bananen, maar dan blijken Lowie en Polle niet samen te willen zingen. 
Papal Ambik heeft de vrouw om wie de ruzie ooit begon, uitgenodigd via de laptop van de tovenaar. Het blijkt dat deze vrouw een zus heeft en beiden wilden een dubbele date met Lowie en Polle. Nu Lowie en Polle erachter zijn dat ze dertig jaar ruzie hebben gehad na een misverstand, besluit het kwartet te gaan zingen. Ze eten van de blauwe bananen en genezen Bobbelbelly en 's avonds wordt er een groot feest gevierd. Lambik eet ook een banaan en begint te zingen, maar ook in de jungle blijken er Sidonia's te bestaan.